# 1015
Початок Високого Середньовіччя •  Епоха вікінгів •  Золота доба ісламу •  Реконкіста •  Київська Русь

## Геополітична ситуація

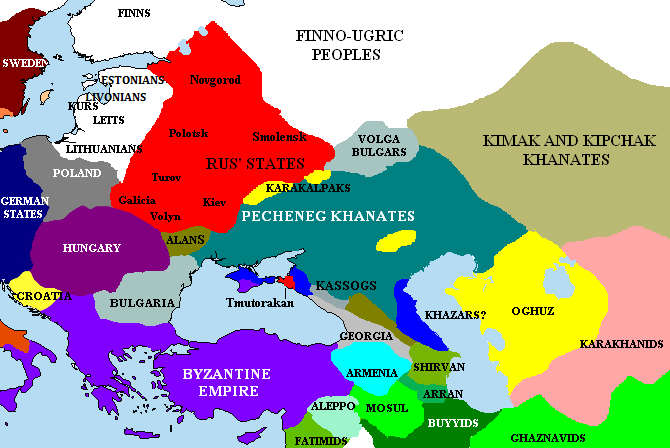
Мапа Понтійського степу на 1015 рік

Візантію очолює Василій II Болгаробійця. Генріх II є імператором Священної Римської імперії.
Королем Західного Франкського королівства є, принаймні формально, Роберт II Побожний.
Апеннінський півострів розділений між численними державами: північ належить Священній Римській імперії, середню частину займає Папська область, на південь від Римської області лежать невеликі незалежні герцогства, півдненна частина півострова належать Візантії. Південь Піренейського півострова займає Кордовський халіфат, охоплений міжусобицею. Північну частину півострова займають християнські королівство Леон (Астурія, Галісія), де править Альфонсо V, Наварра (Арагон, Кастилія) та Барселона.
У Королівство Англія вторглися війська данського короля Канута Великого.
У Київській Русі почалося правління Святополка Володимировича. У Польщі править Болеслав I Хоробрий. Перше Болгарське царство частково захоплене Візантією, в Західно-Болгарському царстві почалося правління Івана Владислава. У Хорватії триває правління Крешиміра III та Гойслава. Королівство Угорщина очолює Стефан I.
Аббасидський халіфат очолює аль-Кадір, в Єгипті владу утримують Фатіміди, в Середній Азії — Караханіди, у Хорасані — Газневіди. У Китаї продовжується правління династії Сун. Значними державами Індії є Пала, Пратіхара, Чола. В Японії триває період Хей'ан.

## Події
- 15 липня у віці 69-и років помер Володимир I Святославович, великий князь Київський з 980, хреститель Русі (988).
- Після смерті батька владу в Києві захопив його син Святополк Володимирович, який правив у Вишгороді.
- 24 липня за наказом князя Святополка у боротьбі за київський престол убито його брата князя Бориса.
- Убито ще двох братів Святополка: Гліба та Святослава.
- За допомогу Святополку польський король Болеслав I Хоробрий отримав Червенські міста.
- Данський король Канут Великий розпочав масований наступ на Англію.
- Олаф Гаральдсон проголосив себе королем Норвегії.
- Болгарського царя Гаврила Радомира вбито на полюванні. Новим царем Болгарії став Іван Владислав.

## Померли
- Володимир Великий, київський князь
- Борис Володиримирович, син Володимира Великого.
- Гліб Володимирович, син Володимира Великого.
- Святослав Володимирович, син Володимира Великого.